# طاستغار
طاستغار هي قرية في مقاطعة هشترود، إيران. عدد سكان هذه القرية هو 131 في سنة 2006.